# Grand cuboctaèdre tronqué
En géométrie, le grand cuboctaèdre tronqué est un polyèdre uniforme non-convexe, indexé sous le nom U20.

## Coordonnées cartésiennes
Les coordonnées cartésiennes des sommets d'un grand cuboctaèdre tronqué centré à l'origine sont toutes les permutations de
{\displaystyle (\pm 1,\pm (1+{\sqrt {2}}),\pm (3+{\sqrt {2}}))\,}